# Neomochtherus eulabes
Neomochtherus eulabes är en tvåvingeart som först beskrevs av Friedrich Hermann Loew 1871.  Neomochtherus eulabes ingår i släktet Neomochtherus och familjen rovflugor. Inga underarter finns listade i Catalogue of Life.